# Генадий (6 век)
Вижте пояснителната страница за други личности с името Генадий.
Генадий (Gennadius; гръцки: Γεννάδιος, fl. 578–600 г.) е военачалник на Източната Римска империя (Византия) и първият екзарх на Африка.
През 578 г. Генадий e magister militum Africae на Африка. През 582 г. става patricius и е награден с консулат преди 585 г.
Кореспондира си с папа Григорий I. През 598 г. той е и цивилен преториански префект на Африка.